# Bundesgymnasium Zehnergasse
Das Bundesgymnasium Zehnergasse ist ein Gymnasium in der Stadt Wiener Neustadt in Niederösterreich.

## Geschichte

### Frauenbildungsverein und Mädchenlyzeum
Ein Proponentenkomitee engagierter Wiener Neustädter Bürger, darunter prominente Vertreterinnen des Hochadels wie die Prinzessin Irma von Liechtenstein oder die Fürstin Windischgraetz, Fabrikanten, wie die Ehepaare Karl und Emma Haberl, Hermann und Emma Elsinger, Ferdinand und Louise Porsche gründeten im Frühjahr 1914 einen Frauenbildungsverein, der sich die Schaffung eines Mädchenlyzeums zum Ziel setzte. Finanziert wurde der Verein hauptsächlich aus großzügigen Spenden wohlhabender Bürger und (nach Eröffnung der Schule) aus Schulgeldern. Die Initiative erwies sich als erfolgreich und im September konnte die neue Bildungsstätte mit 30 Schülerinnen und 7 Lehrkräften eröffnet werden. Friedrich Trathnigg, Lehrer am Staatsgymnasium, wurde zum ersten (nebenberuflichen) Schulleiter bestellt. Er musste aber bald an die Front einrücken und wurde durch Robert Braun, Lehrer am Lehrerbildungsseminar, ersetzt.

### Vom Lyzeum zum Reformrealgymnasium
Das Lyzeum wurde zunächst sechsklassig angeboten, ein achtjähriges Curriculum mit abschließender vollwertiger Reifeprüfung wurde zunächst von den Schulbehörden verwehrt. Im Schuljahr 1918/19 waren erstmals alle Jahrgänge besetzt und die ersten Maturaprüfungen zu mittlerer Reife konnten erfolgreich abgehalten werden. Damit war aber keine Studienberechtigung verbunden. Daher bemühte sich der Frauenbildungsverein intensiv, ein achtjähriges Mädchenrealgymnasium mit zu Hochschulstudien berechtigenden Maturaprüfungen errichten zu dürfen. Dies wurde schließlich im Schuljahr 1922/23 gewährt, sodass in diesem Jahr erstmals die neue Oberstufe eingerichtet und 1926 die ersten vollwertigen Maturaprüfungen abgehalten werden konnten. Der Frauenbildungsverein bemühte sich auch intensiv um eine Übernahme der Schule durch den Staat, was aber von den Behörden konsequent abgelehnt wurde. Immerhin gelang es im Jahr 1934, erstmals eine hauptamtliche Direktorin, Frau Charlotte Poelzl (sie war die erste Frau, die an der Grazer Universität im Fach Physik dissertierte), als Schulleiterin zu installieren.

### Zeit des Nationalsozialismus
Die erfolgreiche Arbeit Frau Poelzls wurde jäh durch die nationalsozialistische Machtübernahme in Österreich unterbrochen. Sie wurde als Direktorin abgesetzt und durch den Nationalsozialisten Max Langer ersetzt. Immerhin ist es aber ihrem Einfluss zu verdanken, dass man den jüdischen Schülerinnen toleranter als andernorts begegnete und einige noch die Matura erfolgreich ablegen konnten. Im Schuljahr 1938/39 fand sich aber dann keine jüdische Schülerin mehr an der Schule. Ein langjähriges Ziel des Frauenbildungsvereins war die Übernahme der Schule durch den Staat. Das ist in der NS-Zeit vollzogen worden. Dies war aber wohl die einzige positive Neuerung aus dieser schrecklichen Zeit, allerdings blieben jene Persönlichkeiten, die sich im Frauenbildungsverein für die Schaffung, die Finanzierung und den Erhalt der Schule höchst verdient gemacht haben, von den neuen Machthabern unbedankt. 1943 musste der Schulstandort im Rahmen der Kinderlandverschickung nach Kirchberg am Wechsel verlegt werden. Infolge der alliierten Luftangriffe auf Wiener Neustadt wurden die Schülerinnen in Gasthäusern untergebracht und mussten in der Küche bzw. bei der Feldarbeit helfen. Als die sowjetischen Truppen immer näher rückten, wurde der Unterrichtsbetrieb im März 1945 eingestellt. Viele Eltern schafften es nicht mehr, ihre Kinder abzuholen. So mussten die Mädchen mit den Lehrerinnen in insgesamt vier Gruppen ins Salzkammergut, nach Kärnten und eine Gruppe sogar nach Bayern flüchten. Erst etliche Wochen nach Kriegsende konnten die Mädchen dann den Eltern übergeben werden.

### Wiederaufbau nach 1945
Aus dem pädagogischen und baulichen Trümmerfeld nach NS-Zeit und Weltkrieg wurde nach 1945 engagiert mit dem pädagogischen und baulichen Wiederaufbau begonnen. Charlotte Poelzl wurde erneut als Direktorin eingesetzt, das Lehrerteam wurde neu aufgestellt und die Aufräumarbeiten im Schulgebäude schritten zügig voran. 1948 wurde die Verstaatlichung der Schule dann auch von der jungen Republik bestätigt. Die Zahl der Schülerinnen wuchs beständig an, sodass das Schulgebäude – ein ehemaliges Wohnhaus – den Anforderungen nicht mehr genügte. Das Bemühen um ein neues Schulhaus führte 1965 zum Erfolg – ein Schulneubau in der Zehnergasse konnte bezogen werden. Seit der großen Schulreform 1962 wurden zwei Schultypen im Gymnasium Zehnergasse geführt werden: ein neusprachliches Gymnasium und ein wirtschaftskundliches Realgymnasium für Mädchen. Nach großen sportlichen Erfolgen der Schülerinnen bei diversen Schulwettkämpfen wurde ab 1969 ein achtjähriges Sportrealgymnasium für Mädchen aufgebaut. 1977/78 wurde dieser Schultyp in das Regelschulsystem übernommen. 1973 wurden die ersten Knaben in das BG Zehnergasse aufgenommen, verließen aber die Schule nach nur einem Jahr. Seit 1977 wird aber das Gymnasium koedukativ geführt. Der Anteil der Knaben an der Gesamtschülerzahl beträgt knapp 40 %, in den Klassen des Sportrealgymnasiums liegt er darüber.

### Die Schule im neuen Jahrtausend
In den letzten beiden Jahrzehnten nahmen die Zahlen der Schüler, der Lehrkräfte und der Klassen sehr stark zu. Derzeit besuchen mehr als 1100 Schüler das BGZ, die von über 100 Lehrer in 45 Klassen unterrichtet werden. Die Profile der einzelnen Ausbildungszweige wurden geschärft und sehr speziell weiterentwickelt. Folgende Schultypen werden angeboten:
- Gymnasium (GYM) mit besonderer Berücksichtigung der Entwicklung der Entwicklung der Sprachkompetenz.
- Wirtschaftskundliches Realgymnasium  (WRG) mit verstärkten typenbildenden Gegenständen, vor allem dem Fach „Business und Management“, das im Zuge einer internen Reform in der Oberstufe demnächst in „Wirtschaft in Theorie und Praxis“ (WTP) umbenannt und dann auch für die schriftliche Reifeprüfung maturabel sein wird.
- Sportrealgymnasium (SRG) in zwei Ausbildungsrichtungen – multisportiv oder mit Spezialisierung in einer Sportart. Für die Aufnahme in das Sportrealgymnasium wird ein Eignungstest durchgeführt.
- Kunstrealgymnasium: Das KRG wird ab dem Schuljahr 2021/22 ab den 3. Klassen angeboten und setzt einen Schwerpunkt vor allem in den Bildenden Künsten, ergänzt durch verstärkten Unterricht in Musik und im darstellenden Spiel.

## Architektur
Von 1962 bis 1964 wurde am heutigen Standort nach den Plänen der Architekten Fritz Steinfelder und Werner Jaksch ein Gymnasium errichtet. Der Bau umfasst einen gewohnten strukturierten Grundriss mit einer effizienten Gangerschließung mit aneinander gereihten annähernd gleich großen Klassenräumen. Drei zentrale übereinander gestapelte Aulen vereinten drei seitliche Trakte, welche das Grundstück in verschiedene Außenräume teilten.
Die Erweiterung und der Umbau der Schule von 2010 bis 2013 mit der Architektin Gabu Heindl nehmen diese Struktur auf und ergänzen zwei weitere Seitentrakte. Dabei entstanden mehrere kleinere Außenhöfe mit verschiedentlicher Größe, welchen unterschiedliche Nutzungen zugewiesen wurden. In den neuen Bauteilen wurden Klassentrakte und Sporttrakte ohne Gang und ohne klassische Zimmer gebildet, wodurch unterschiedlich große Lernzonen, Unterrichtsräume und Sportbereiche entstanden, womit auch mit baulichen Veränderungen auf jeweilige Nutzungen reagiert werden kann.
Die Höfe zur Zehnergasse nennen sich links Vorplatz und rechts Vorgarten, in der zweiten Linie links Pausenhof und rechts Lesehof, und in dritter Linie rechts Nachmittagshof und hinten mittig Pergolahof. Ganz hinten schließt der Sportplatz an, welcher auch von der dahinter liegenden Landesberufschule genutzt wird.
Als Kunst am Bau im Altbau befindet sich in der Aula des Erdgeschoßes eine bunte Keramikwand vom Maler Florian Jakowitsch (1923–2020), welche das Leben der Nonne und Philosophin Edith Stein (1891–1942) darstellt. Im zweiten Stock befindet sich ein weiteres Wandbild von Jakowitsch, welches „begabte Begleiterinnen“ des Mannes darstellt. In der Aula des ersten Stock ist ein Wandbild in Seccotechnik des Malers Maximilian Melcher (1922–2002), welches mit Papageno und Papagena Die Zauberflöte darstellt. Im Schulhof stehen zwei weibliche Bronzeplastiken (Begegnung) des Bildhauers Kurt Ingerl (1935–1999).
Als Kunst am Bau des Umbaues und der Erweiterung schuf der Bildhauer Manfred Wakolbinger (* 1952) an der schmalen geschlossenen Hauptfront des Mitteltraktes eine monumentale Stahlplastik (Cloud) von zwei Pflanzen, welche sich an das Gebäude anlehnen, und auch an die ehemalige Nutzung des Grundstückes als Gärtnerei erinnern. Im Lesehof steht ein plastische Arbeit von Almut Rink (* 1974) mit WE (engl. „wir“) als Prägung und ME (engl. „ich“) als Relief, was daran erinnern soll, dass Lernen durch Prägung stattfindet.

## Leitung
- 1914 – 1915 Friedrich Trathnigg, hauptberuflich Lehrer am Staatsgymnasium Bundesgymnasium Babenbergerring
- 1915 Maria Prodinger, interimistisch
- 1915 – 1921 Robert Braun, hauptberuflich Lehrer am Landes-Lehrerseminar Wiener Neustadt
- 1921 – 1924 Johann List, Professor an der Realschule Wiener Neustadt
- 1924 – 1930 Hermann Hinghofer, hauptberuflich Direktor am Staatsgymnasium
- 1930 Stefanie Frisa, interimistisch
- 1930 – 1934 Heinrich Brouczek, hauptberuflich Direktor am Staatsgymnasium
- 1934 – 1938 Charlotte Poelzl, erste hauptberufliche Direktorin, aus politischen Gründen abgesetzt
- 1938 – 1945 Max Langer, mit 1943 auch Direktor der Realschule
- 1943 – 1945 Maria Suppan, provisorischen Leiterin im KLV-Lager in Kirchberg am Wechsel
- 1945 – 1955 Charlotte Poelzl
- 1955 – 1956 Adelheid Eysank, interimistisch
- 1956 – 1972 Elfriede Krieger
- 1972 – 1973 Friedrich Wagner, interimistisch
- 1973 – 1987 Irene Stransky
- 1987 Irene Brix, interimistisch
- 1988 – 2002 Bruno Stachel
- 2002 – 2003 Sonja Koch, interimistisch
- 2002 – 2004 Karl Meixner, interimistisch
- 2004-2024 Werner Schwarz
- seit 2024 Andreas Stich

## Persönlichkeiten

### Bekannte Lehrer
- Otto Baxa (1898–1982), Lehrer am BGZ 1930–1940, Literat
- Anton Faber (geb. 1962), Lehrer am BGZ 1988/89, Dompfarrer am Wiener Stephansdom
- Florian Kuntner (1933–1994), Lehrer am BGZ 1968/69, Dompropst in Wiener Neustadt und Weihbischof der Erzdiözese Wien
- Georg Pfligersdorffer (1916–2005), Lehrer am BGZ 1945–1951, danach Univ. Prof. an der Universität Salzburg für Altphilologe
- Wilhelm Waldstein (1897–1974), Lehrer am BGZ 1919–1920, später Sektionschef; Komponist, Dirigent und Musikwissenschafter

### Bekannte Absolventen
- Christian Fuchs (*  1986), Fußballspieler (besuchte die Unterstufe am BGZ)
- Harald Grobner (* 1980), Mathematiker
- Renate Loidolt (geb. Schrittwieser) (* 1950), Gründerin und Leiterin der „Festspiele Reichenau“
- Thorsten Mahrer (* 1990), Fußballspieler
- Agnes Palmisano (* 1974), Musikerin
- Louise Piëch (1904–1999), geb. Porsche, Unternehmerin
- Kevin Reiterer (* 1992), Jetski-Fahrer
- Ines Schüttengruber (* 1986), Konzertpianistin, Lehrbeauftragte an der Musikuniversität Wien
- Anna Swoboda (* 1998), Triathletin
- Tina Zeltner (* 1992), Judoka